# Taeniaptera annulata
Taeniaptera annulata är en tvåvingeart som beskrevs av Fabricius 1787. Taeniaptera annulata ingår i släktet Taeniaptera och familjen skridflugor. Inga underarter finns listade i Catalogue of Life.